# Сирийско-Ливанская операция
Сирийско-Ливанская операция или Операция «Экспортёр» (англ. Operation Exporter) — стратегическая военная операция вооружённых сил Великобритании и подразделений «Сражающейся Франции» против войск вишистской Франции в ходе Второй мировой войны с целью установления контроля над французскими колониями Сирией и Ливаном.

## Военно-стратегическая ситуация
После разгрома Франции в 1940 году Германия сохранила у власти марионеточное Вишистское правительство, поручив последнему осуществлять контроль за колониальными территориями. Впоследствии Гитлер планировал вплотную заняться разработкой сырьевых ресурсов этой близкой к Европе колонии, а также рассчитывал на неё как на плацдарм для захвата богатой нефтью Месопотамии и выхода к Индии, что, по его мнению, должно было обрушить Британскую империю. Численность французских войск в Сирии была определена немцами в 35 000 человек. Тем самым Гитлер совершил серьёзную политическую ошибку — сокращение числа французских войск в Сирии после поражения Франции вызвало новую волну освободительного движения.
Глава правительства «Свободной Франции» генерал Шарль де Голль приступил к плану отрыва от Виши французских колоний и создания на их базе своих вооружённых сил. Уже в октябре 1940 года он направил в Египет своего представителя генерала Жоржа Катру, который развернул мощную пропагандистскую кампанию в Сирии и начал подготовку собранных в Египте французских подразделений для военной операции. Одновременно де Голлю удалось заинтересовать своими планами захвата Сирии Черчилля, который и сам имел желание поставить территории восточного Средиземноморья и прежде всего важнейшие порты Леванта под британский контроль.
По требованию немцев правительство Виши также направило в Сирию своего представителя — одного из наиболее прогермански настроенных генералов Анри Денца, немцы развернули там свою пропаганду среди арабов, начали создание прогерманских политических и вооружённых формирований. Правительство Виши и генерал Денц начали тесное сотрудничество с Германией и Италией (в том числе передачу немцам многочисленных военных материалов, складированных в Сирии). В мае 1941 года Сирия использовалась как плацдарм Оси для разжигания антибританского восстания в Ираке. В ответ Британия с 14 мая 1941 года приступила к бомбардировкам военных объектов в Сирии, потребовала от «Свободной Франции» скорейшего начала боевых действий в Сирии и предоставила свои войска для этой операции. Хотя после поражения Иракского восстания по просьбе Денца германские военные советники были выведены из Сирии, Черчилль решил начать вторжение.

## Силы сторон
Для проведения операции союзниками были сосредоточены 3 пехотные дивизии (7-я австралийская, индийская, французская), 3 отдельных батальона, незначительное количество боевой техники. Численность войск составила 34 000 человек (18 000 австралийцев, 9 000 британцев, 2 000 индийцев, 5 000 французов и французских колониальных войск), их поддерживали 103 самолёта, 2 крейсера, 8 эсминцев, крейсер ПВО, вспомогательное судно. Наступление планировалось начинать с трех направлений: с юга из Палестины и из центрального Ирака по сходящимся направлениям на Дамаск, отдельной группировкой в Северной Сирии из северного Ирака с выходом к Средиземному морю. Главный удар наносился из Палестины. Руководство объединёнными союзными силами осуществлял командующий британскими войсками в Палестине и Трансиордании генерал Генри Вильсон.
Войска Виши в Сирии достигали 35 000 человек (18 батальонов колониальной пехоты и 20 эскадронов кавалерии), в том числе 27 000 колониальных войск, 90 танков (Renault R35 и несколько Renault FT 1917), 120 орудий, 90 самолётов, в портах Сирии и Ливана находились 2 французских эсминца, 3 подводные лодки и несколько небольших кораблей. Боевыми действиями непосредственно руководил дивизионный генерал Анри Денц. Уже в ходе боевых действий вишисты объявили мобилизацию среди местного населения, зачислив в армию до 10 000 арабов, но боевой ценности это не обученное и не желающее воевать за колонизаторов пополнение не представляло, многие из этого пополнения дезертировали или сдались в плен без сопротивления. Ряд авторов указывают на иное соотношение численности вишистских войск в Леванте — до 30 000 французов и до 15 000 арабов.

## Ход операции
С середины мая 1941 года английская авиация наносила бомбовые удары. Велись довольно ожесточённые воздушные бои с авиацией Виши.

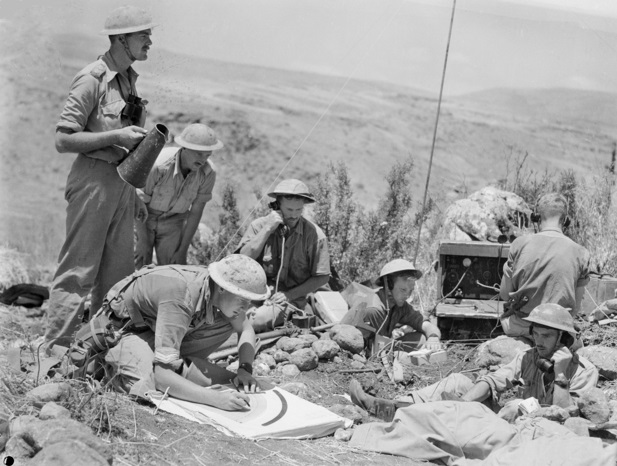
Военнослужащие 7-й австралийской дивизии на позициях у Мерджоуна (10 июня 1941)

8 июня войска союзников атаковали вишистские французские войска в Ливане с палестинской территории. 9 июня при поддержке сильного артиллерийского огня и британских кораблей с моря силы 7-й австралийской пехотной дивизии и британских коммандос переправились через реку Литани на лодках, после чего 7-я пехотная дивизия двинулась вдоль побережья в сторону Бейрута, предваряемая диверсионными действиями групп коммандос по всему Ливану. На пути к Бейруту австралийцы были вынуждены прорвать оборону французских войск в нескольких местах, в том числе 13 июня в Джаззине.
В ночь на 8 июня 1941 года южная группировка, названная «Гентфорс» (5-я индийская бригадная группа и 1-я дивизия «Свободной Франции»), перешла границу и стала продвигаться на север. Против ожиданий де Голля, войска Виши оказали упорное сопротивление. Так, когда наступавшие части 12 июня захватили крупный город Кунейтра, вишисты, используя превосходство в танках, отбили его 15 июня, при этом захватив в плен остатки британского батальона. 15 июня «Гентфорс» столкнулся с сильно укрепленным французским опорным пунктом сопротивления в деревне Кисве и только к 17 июня захватил его.  
Тем временем 7-я австралийская пехотная дивизия, усиленная частями британского резерва 6-й пехотной дивизии, продолжила наступление вдоль побережья к Бейруту и 19 июня столкнулась с французскими войсками на перевале Марджъуюн. В результате ожесточенных боев, в ходе которых имели место многочисленные атаки и контратаки, позиции войск Виши были захвачены 24 июня. 
Двигавшиеся к Дамаску индийские части «Гентфорса» были контратакованы и окружены в пригородном посёлке Маззе, где двое суток упорно оборонялись. В конце концов части дивизии «Свободной Франции» при поддержке британских противотанковых орудий утром 21 июня захватили деревню Кадим, что позволило деблокировало позиции индийцев в Меззе. 21 июня основные силы союзников вышли к Дамаску и к полуночи захватили его. Оставшиеся войска Виши оставили город и отступили на запад по дороге, ведущей в Бейрут.
Вторая группа британских войск, получившая название «Иракфорс», с 27 июня продвигалась вверх по реке Евфрат вдоль линии Абу-Кемаль — Дейр-эз-Зор — Ар-Ракка — Мескене в направлении Алеппо. Плохое состояние дорог затрудняло движение войск, дополнительно атакованных вишистскими военно-воздушными силами.   27 июня был взят без боя Абу Камаль, после чего «Иракфорс» двинулись на Дейр-эз-Зор. Застигнутые врасплох атакой, французы отступили, и 3 июля британцы вошли в Дейр-эз-Зор. 5 июля была взята без боя Ракка. Силы Виши были вынуждены отступить на запад по дороге Мосул – Алеппо. 8 июля 10-я индийская пехотная дивизия заняла Алеппо, в результате чего стратегическое положение французов стало очень плохим.
Удачным решением британского командования была атака в центральную Сирию из пустыни на границе с Иорданией, где успешно действовали силы Британского Арабского легиона, захватившие горные проходы с минимальными потерями и взявшие город Пальмира 3 июля (уличные бои там отличались ожесточенностью, было захвачено 165 пленных). 

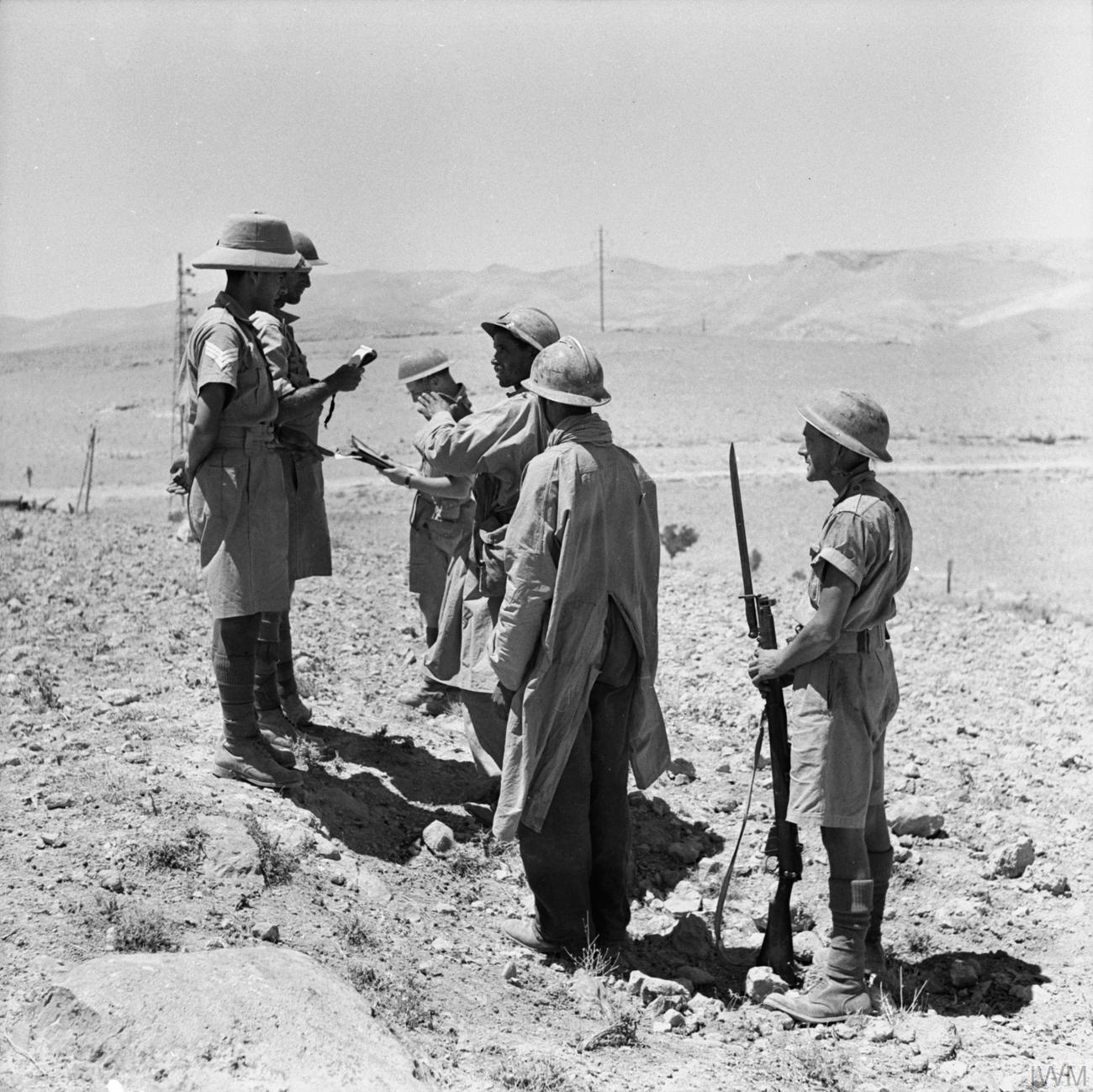
Британский офицер допрашивает двух солдат Виши, взятых в плен под Дамаском (3 июля 1941)

Тем временем на ливанском побережье австралийцы ночь с 5 на 6 июля форсировали реку Нахр-эд-Дамур и 6 июля захватили французские позиции на подступах к городу Дамур. 7 и 8 июля Дамур был обойден с флангов и взят на следующий день. Французские войска отошли к Бейруту, и австралийцы немедленно начали дальнейшее наступление в этом направлении. События, связанные с потерей Дамура и Алеппо, привели к тому, что 8 июля главнокомандующий войсками Виши генерал А. Денц обратился с просьбой о перемирии.
С 12 июля боевые действия были прекращены. При этом Петен разрешил Денцу капитулировать исключительно перед англичанами и не вести никаких переговоров со «Свободной Францией» или даже с участием её представителей.
14 июля в Акре было подписано соглашение о прекращении боевых действий, по условиям которого войска союзников занимали всю Сирию, контроль над которой переходил к британским военным властям. Это соглашение едва не раскололо лагерь союзников: де Голль заявил решительный протест и угрожал немедленно вывести свои войска из британского подчинения, более того - он потребовал от своих генералов в Ливане и Сирии взять на себя власть явочным порядком, не останавливаясь перед применением оружия против англичан. В такой ситуации англичане пошли на уступки и дополнительным протоколом от 24 июля признали главенство властей «Свободной Франции» в Леванте, а де Голль в ответ признал приоритет английского командования в стратегическом руководстве союзными силами.
За время переговоров Денц сумел отправить во Францию всю свою авиацию и военные корабли, затопить ранее захваченные британские суда. По условиям капитуляции, всем солдатам и офицерам Виши предлагалось на выбор репатриироваться во Францию или вступить в войска «Свободной Франции», но последний вариант избрали лишь около 6 000 французов (в том числе всего 127 офицеров), остальные репатриировались.

## Потери сторон
Потери сил антигитлеровской коалиции составили 4 052 человек убитыми и ранеными, 841 пленными (освобождены по условиям капитуляции), повреждён 1 эсминец. По заявлениям французов, сбито 30 английских самолётов (британцы признали потерю 27 самолётов).
Потери Виши по разным сведениям разнятся, от 3,5 до 9 тысяч человек убитыми и ранеными, наиболее часто указывается цифра в 6 352 убитых и раненых. В ходе боёв захвачено до 5 тысяч пленных, остальные сложили оружие при капитуляции. Потеряно 1 транспортное судно. Потери в истребителях «Девуатин» (32 штуки) — 11 сбито в боях, 7 уничтожено при бомбёжках аэродромов союзниками, 12 потеряно в авариях, 2 брошено при отступлении. Всего потери в авиации составили 179 самолётов.

## Результат операции
В итоге кампании союзники полностью взяли под контроль Сирию и Ливан, лишив страны Оси возможности воздействовать на добычу и поставки нефти с Ближнего Востока. Противник лишился своего единственного плацдарма в восточном Средиземноморье. Определённую роль сыграло заявление де Голля о готовности предоставить независимость Сирии и Ливану после их освобождения от врага (потом он пытался отсрочить или даже отменить эти планы, но был вынужден предоставить этим странам независимость в 1943 году).
С другой стороны, как и в Габоне, Де Голлю не удалось существенно увеличить свою армию за счёт пленных вишистов.